# Марсово поле (Санкт-Петербург)
Ма́рсово по́ле — площадь в центре Санкт-Петербурга. Занимает территорию около 9 га, что делает её второй по величине после Московской площади.

## История

### Царицын луг
После взятия Петром I шведской крепости Ниеншанц 1 (12) мая 1703 (в ходе Северной войны) была заложена крепость Санкт-Петербург и началась застройка города. На тот момент территория, ставшая впоследствии Марсовым полем, представляла собой заболоченную местность с деревьями и кустарниками, лежащую между Невой на севере и реками Мья (ныне Мойка) и Кривуша (ныне Канал Грибоедова) на юге. В 1704 году по повелению Петра I был заложен Летний сад с деревянным домом — царской резиденцией.
Между 1711 и 1721 годами с целью осушения земли были прорыты два канала, Лебяжий с восточной стороны и Красный с западной. В результате образовался примерно прямоугольный участок земли, первоначально называвшийся просто Пустой, так как росшие здесь деревья были срублены. Так на плане Санкт-Петербурга Иоганна Хомана начала 1720-х годов место подписано нем. Leere Wiesen — «Пустые луга». Прорытые каналы позволили достаточно быстро осушить территорию. Затем землю выровняли, расчистили и засеяли травой. Было проложено несколько аллей для пеших и конных прогулок. С 1720-х годов возникло название «Большой луг».
При Петре I на лугу проводились парады и смотры войск Преображенского и Семёновского полков. На праздники зажигались фейерверки — «потешные огни». Так, осенью 1721 года после заключения Ништадтского мира в Санкт-Петербурге были празднования и на поле построили триумфальную арку. Возникло название «Потешное поле».
При Екатерине I поле называли «Лугом перед летним домом» или «Лугом перед Летним дворцом», так рядом был построен Летний дворец императрицы.
С 1751 года, при Елизавете Петровне, поле стали называть «Царицын луг» или «Царицынский луг».
В 1765—1785 годах, при Екатерине II, с северо-западного края поля выстроен Мраморный дворец. На лугу проходили военные парады.
В 1780 году был засыпан Красный канал. Его бывшая западная набережная, с 1738 года называвшаяся Красной линией, с 1798 года стала называться Царицынской улицей.

### Марсово поле, военные парады
В правление Павла I в начале 1799 года на поле перед домом № 3 был установлен обелиск «Румянцева победам» (архитектор В. Ф. Бренна) в память побед генерал-фельдмаршала Румянцева-Задунайского.
Через пару лет, весной 1801 года, в южной части поля перед Михайловским замком у реки Мойки был установлен памятник фельдмаршалу А. В. Суворову (скульптор М. И. Козловский). Памятник Суворову не имеет портретного сходства, скульптор создал аллегорическую фигуру в образе бога войны Марса, в древнеримских доспехах, в шлеме, с поднятым мечом в правой руке и со щитом в левой. Торжественное открытие памятника состоялось 5 (17) мая 1801 года. К этому времени ни Суворова, ни Павла не было в живых; на открытии присутствовали их сыновья, князь Аркадий Суворов и Александр I. В то же время обелиск «Румянцева победам» перенесли ближе к Мраморному дворцу.
- Бенжамен Патерсен «Марсово поле и Румянцевский обелиск». Раскрашенная гравюра. 1806 год.
- Бенжамен Патерсен «Марсово поле и памятник Александру Суворову». Раскрашенная гравюра. 1807 год.

16 мая 1803 года, при Александре I, в день празднования 100-летнего юбилея Санкт-Петербурга, на Царицыном лугу были установлены карусели, балаганы и другие увеселительные павильоны.
В 1805 году «Царицын луг» сменил название на «Марсово поле», подобно Марсову полю в древнем Риме и Париже, названным в честь бога войны — Марса. Однако название «Царицын луг» по-прежнему сохранялось.
В 1818 году по инициативе архитектора Карла Росси обелиск Румянцева победам убрали с Марсова поля, переместив на площадь на Васильевском острове, а памятник Суворову передвинули ближе к Неве, сформировав тем самым Суворовскую площадь.
23 сентября 1829 года на Марсовом поле состоялся благодарственный молебен по случаю заключения мира с Османской империей, завершившего войну 1828—1829 годов. Граф А. Х. Бенкендорф описывал это в своих воспоминаниях так: «Под конец осени последовал обмен ратификаций с Османскою портою, и государь (Николай I) велел собрать на Царицыном лугу все войска, расположенные в Петербурге и его окрестностях, которые, хотя главная часть гвардии еще только что тронулась из Тульчина, составляли довольно значительную массу. Посреди площади воздвигли высокий и обширный амвон для императорской фамилии и двора. Ступени его были украшены турецкими знамёнами, завоёванными в Азии и Европе, а войска стали вокруг густыми колоннами. По команде государя все головы обнажились, и началось благодарственное молебствие. Огромные толпы народа стояли за рядами войск и вместе с ними молились».
6 октября 1831 года был обнародован манифест Николая I о подавления польского восстания 1831 года и на Марсовом поле состоялся парад и торжественное молебствие по случаю окончания военных действий в Царстве Польском.
В XIX веке военные парады в Санкт-Петербурге всё чаще проводили на Марсовом поле. Традиционным стало проведение в мае «Высочайших смотров войск Гвардейского корпуса». Так 6 мая 1833 году на Царицыном лугу (Марсовом поле) прошла репетиция парада гвардейской кавалерии при участии эскадрона юнкеров под командованием ротмистра А. Стунеева. В репетиции парада участвовал 18-летний Михаил Лермонтов.
Майский парад происходил перед выступлением петербургского гарнизона в Красносельский лагерь. Также на Марсовом поле проходили смотры пожарных частей.
В середине XIX века поле постепенно становится основным местом народных гуляний в городе. В июле 1874 года перед Адмиралтейством был устроен Александровский сад, после чего проводившиеся там ежегодно на Пасху и масленицу народные гулянья переместились на Марсово поле.
В 1874 году в городском управлении приняли решение проложить по улицам Санкт-Петербурга новые линии конно-железной дороги. Вокруг Марсова поля пути конки пролегли по трём сторонам: с запада по ул. Царицынской, с востока по набережной Лебяжьей канавки, с севера по ул. Миллионной, где через Суворовскую площадь выходили на Троицкий мост, тогда ещё плашкоутный. В 1880-е пути пролегли и с юга по набережной реки Мойки.
23 и 30 сентября 1884 года на Марсовом поле прошли велосипедные гонки. Также велосипедные гонки проводились и в последующие несколько лет.
В 1897 году на пасхальной неделе из-за смотра войск на Царицыном лугу (Марсовом поле) гулянье перенесли на Преображенский плац. А в январе 1898 года «воспоследовало высочайшее соизволение» Николая II на перенесение всех народных гуляний с Царицына луга на Преображенский и Семёновский плацы.
20—21 марта 1903 года на Марсовом поле проходило первенство мира по конькобежному спорту.
В 1903 году на Марсовом поле праздновалось 200-летие Санкт-Петербурга. 16 мая 1903 года в торжественной обстановке в присутствии Николая II и членов императорской фамилии был открыт разводной Троицкий мост. В программе мероприятий были орудийный салют и крестный ход. Также в мае состоялся традиционный майский парад. Это был последний военный парад на Марсовом поле.
- Трибуны для зрителей майского парада. Фотограф Бертон Холмс.
- Экипаж императрицы Александры Фёдоровны и вдовствующей императрицы Марии Фёдоровны. Фотограф Бертон Холмс.
- Императорский кортеж проезжает перед военными частями. Фотограф Анаклет Пазетти.
- Построение военных частей. Вдали и дом Салтыкова и дом Бецкого. Фотограф Анаклет Пазетти.

Когда 27 января (9 февраля) 1904 года началась русско-японская война были отменены все придворные балы и другие торжества. Во время и после русско-японской войны майский парад не проводился. Однако 30 августа 1904 года на Марсовом поле состоялся церемониальный марш чинов Лейб-Гвардии Павловского полка перед императором Николаем II во время парада по случаю полкового праздника.
После издания Николаем II Манифеста 6 августа 1905 года, провозгласившего создание представительного законодательного учреждения, в среде столичных архитекторов возникла мысль о проектировании здания Государственной думы на Марсовом поле. В 1906 году состоялся конкурс проектов здания Думы. Однако ни один проект не был реализован, а для заседаний Государственной думы приспособили Таврический дворец.
Летом 1907 года на Марсовом поле возле памятника Суворову, по инициативе действительного члена Русского астрономического общества, инженер-механика Ю. А. Миркалова, была открыта небольшая общедоступная обсерватория. Осенью 1907 года гласный городской думы Санкт-Петербурга И. Д. Зубарев ходатайствовал о передаче Марсова поля от военных городской управе.
В 1909 году в северной части Марсова поля по оси Суворовской площади возвели временный павильон для панорамы «Оборона Севастополя» художника Ф. А. Рубо. Архитектор В. И. Шене повторил тип павильона в форме деревянного ребристого купола, спроектированного фон Гогеном для панорамы Ф. А. Рубо «Покорение Кавказа» на Всероссийской художественно-промышленной выставке 1896 года в Нижнем Новгороде. Павильон строили в январе-марте 1909 года с «высочайшего соизволения» и по разрешению главнокомандующего войсками великого князя Николая Николаевича. Для публики его открыли 27 апреля 1909 года. Павильон простоял до 1911 года.
В ноябре 1910 года на Марсовом поле был возведён Скейтинг-ринг.
В июле 1911 года на Марсовом поле в присутствии императора Николая II прошёл смотр военных грузовиков после испытательного автопробега. Автопробег устроило Управление военных сообщений, чтобы выявить наиболее пригодный для армии тип грузовика. Участвовало 14 автомобилей. Они прошли маршрут в 1500 вёрст от Санкт-Петербурга до Москвы и обратно.
В июне 1912 года с Марсова поля стартовал испытательный пробег легковых автомобилей. В этом пробеге участвовали 19 русских и 21 иностранный автомобиль.
Летом 1912 года в честь 100-летия Бородинского сражения на Марсовом поле провели военно-спортивный праздник.
Зимой 1913 года на Марсовом поле залили каток, здесь прошёл международный хоккейный матч: команда «Спорт» проиграла английскому клубу со счетом 2:6. Также играли команды Общества любителей бега на коньках и Общества Унион.
В июле 1914 года на Марсовом поле состоялся парад в честь визита в Россию президента Франции Раймона Пуанкаре. Великий князь Константин Константинович вспоминал: «…В июле 1914 года, незадолго до начала „Великой войны“, в честь визита в Россию французского президента Раймона Пуанкаре на Марсовом поле был дан большой парад частей столичной гвардии. Парад окончился атакой кавалерии. Эта атака была гвоздём всего парада. В конце Марсова поля выстроилась вся бывшая на параде конница, то есть две дивизии. Тогда, по команде великого князя Николая Николаевича, вся масса конницы ринулась в карьер в направлении гостевого шатра, где за парадом наблюдали император Николай II и французский президент. Картина была поистине величественная, и даже жуткая. По приказу великого князя Николая Николаевича вся скакавшая масса конницы в один миг остановилась перед царской свитой и гостями. Офицеры опустили оружие, отдавая честь, а трубачи заиграли Гвардейский поход….».
После начала 1 августа 1914 года Первой мировой войны на Марсовом поле располагался мобилизационный пункт. На волне патриотического подъёма первая мобилизация оказалась успешной. Не было уклоняющихся от призыва в армию, многие шли воевать добровольно, а оставшиеся в городе щедро жертвовали на различные нужды войны.
6 [19] июня 1915 года через Марсово поле прошла траурная процессия с телом скончавшегося накануне Великого князя Константин Константиновича, двигавшаяся в великокняжескую усыпальницу Петропавловской крепости.

### Февральская революция и первые захоронения
- Одна из похоронных процессий на Невском проспекте (у домов 78-80) 23 марта [5 апреля] 1917 года.
- Одна из четырёх братских могил погибших на улицах Петрограда в дни Февральской революции
- Министры на похоронах жертв Февральской революции. Слева направо: А. И. Коновалов, А. И. Шингарёв, Г. Е. Львов, Н. В. Некрасов, И. В. Годнев и П. Н. Милюков.

В дни Февральской революции 23—27 февраля 1917 года в Петрограде были уличные бои, в которых погибло более 400 и пострадало 1382 человека. В начале марта на заседаниях Петроградского совета рабочих и солдатских депутатов обсуждался вопрос устройства похорон погибших. Изначально захоронения собирались провести по районам, но затем возобладала концепция единого захоронения и централизованных торжественных похорон. В качестве возможных мест братской могилы и установки памятного знака предлагались Марсово поле, Дворцовая площадь, Казанский собор (Казанская площадь), Таврический сад, Знаменская площадь и Летний сад. Солдаты выступали за Марсово поле, а рабочие — за Дворцовую площадь, где они пережили 9 января 1905 года, и этот вариант сперва возобладал.
5 марта Петроградский совет рабочих и солдатских депутатов принял следующую резолюцию: «Назначить днём праздника великого освобождения народа 10 марта. Похороны должны быть всенародные, общегражданские без церковного обряда, каковой будет совершён родственниками убитых по их убеждению. Увековечить память жертв революции созданием памятника на Дворцовой площади. Праздник освобождения народа и похороны жертв революции должны быть совершены всем населением при участии всех частей Петроградского гарнизона, в полном составе при знамёнах и музыке. Установить празднование этого дня в календарном порядке».
На следующий день в Петроградский совет направили обращение группа деятелей искусства и культуры — А. Н. Бенуа, И. А. Фомин, Н. Е. Лансере, М. В. Добужинский, И. Я. Билибин, Г. И. Нарбут, К. С. Петров-Водкин, А. Н. Тихонов, М. Горький. Выступая от имени «комиссии по делам искусств», они заявляли, что «место на Дворцовой площади едва ли избрано удачно, так как эта площадь с художественной точки зрения является вполне законченным архитектурным целым, не допускающим загромождения новыми памятниками» и предложили «избрать Казанскую площадь, являющуюся местом многократных выступлений в пользу освобождения, или Марсово поле, где раздались первые выстрелы, возвестившие начало Великой революции», имея в виду «восстание» павловцев, ставшее первым случаем открытого массового столкновения между вооруженными отрядами. В воскресенье 26 февраля на Екатерининском канале произошла перестрелка небольшого отряда конной полиции, пытавшегося разогнать толпу выстрелами через канал, и оказавшейся близ толпы четвёртой роты Павловского полка. Павловцы открыли огонь через канал по городовым, затем вернулись к своим казармам, располагавшиеся на Марсовом поле, и там произошла перестрелка между верной и восставшей частью полка.
Архитектор Иван Фомин так представлял точку зрения «комиссии Горького» на заседании образованной Петросоветом похоронной комиссии: «События, ныне совершившиеся, настолько важны, настолько грандиозны, что и памятник этим событиям на месте похорон жертв должен быть грандиозным памятником и не должен заслоняться другими памятниками, рядом стоящими. Поэтому Дворцовая площадь, на которой уже стоит большой памятник — колонна, была признана неудобной. Мы выбрали ту площадь, которая совершенно свободна, грандиозную площадь Марсова поля…».
Также 6 марта 1917 года правление Общества архитекторов-художников, в связи с готовящимися похоронами «жертв революции» на Дворцовой площади, направило в Исполком Петросовета, «для предложения помощи» в подготовке места захоронения, особую комиссию архитекторов под руководством Е. Ф. Шрётера в которую входили Л. В. Руднев (ученик и помощник И. А. Фомина), А. Л. Шиловский и С. В. Домбровский. Исполком Петросовета принял предложения и архитекторы составили проект размещения братских могил на Дворцовой площади и технический план работ.
Обсуждение места расположения братской могилы продолжалось несколько дней и в итоге 10 марта Петроградский совет принял решение о переносе похорон на Марсово поле.
Комиссия архитекторов вела надзор за всеми подготовительными работами и технической стороной похорон на Марсовом поле. Комиссии помогали архитекторы А. Лишневский, В. Кракау, П. Светлицкий, А. Вайтенс и другие.
16 [26] марта 1917 по инициативе премьер-министра князя Георгия Львова Временное правительство приняло постановление об увековечении памяти «героев революции»: «воздвигнуть в Петрограде на средства государства памятник всем героям-борцам за свободу России, павшим жертвою в этой борьбе». Также было решено разработать и объявить условия всероссийского конкурса на создание проекта памятника.
К 22 марта [4 апреля] 1917, накануне похорон, в центре площади были выкопаны четыре братские могилы, каждая в форме буквы «Г».
23 марта [5 апреля] 1917 года на Марсовом поле состоялись похороны погибших в дни Февральской революции. Похоронные процессии из шести разных районов города проследовали на Марсово поле. Схему движения процессий утвердил лично командующий Петроградским военным округом генерал Лавр Корнилов. Главным распорядителем похорон был член Исполкома Петроградского совета Исидор Рамишвили. На церемонии присутствовали представители Временного правительства, члены Государственной Думы и депутаты Петроградского совета. Общее число посетивших похороны в тот день по разным источникам оценивалось в диапазоне от 800 тысяч до 1,5 миллиона человек. В четырёх братских могилах было захоронено 184 человека, по 46 в каждой.
Уже на следующий день после похорон, 23 марта [5 апреля], состоялась закладка памятника.
6 апреля особая комиссия архитекторов сложила с себя полномочия. Архитектором Исполкома Петросовета по решению большинства стал Лев Руднев, хотя на это место претендовал и Е. Шрёттер. Руднев после Февральской революции работал в Совете рабочих и крестьянских депутатов, где вместе с Луначарским занимался оформлением демонстраций. 10 апреля по поручению Исполкома Петросовета Общество архитекторов-художников объявило открытый конкурс на лучший проект памятника для братской могилы. Программу конкурса по предложению Совета рабочих и солдатских депутатов подготовил также Руднев. Основным условием было, чтобы убранство могил носило «простой характер, без каких-либо монументальных сооружений».
Было подано 11 проектов, среди которых были работы и Шрётера, и Руднева. 18 мая 1917 года был выбран простой и недорогой проект Л. В. Руднева под названием «Готовые камни». В своём проекте Руднев предложил сложить памятник из блоков гранита, полученных после разборки в 1914 году для расширения Новоадмиралтейской верфи складского комплекса, известного как Сальный буян.
В течение 1917 года был сделан фундамент памятника.
18 апреля [1 мая] 1917 в Петрограде широко отмечали Первомай. Хотя Российская империя жила ещё по юлианскому календарю, Первомай решили отметить «в один день с рабочими всего мира». Его впервые праздновали открыто. Демонстрации прошли по центральным улицам, на площадях состоялись митинги, в том числе была манифестация и на Марсовом поле.
- Первомайская манифестация на Марсовом поле, 1917 год.
- Министр юстиции во Временном правительстве Александр Керенский на Марсовом поле 1 мая 1917.

### Советский пантеон
После вооружённого восстания в Петрограде 24—26 октября (6—8 ноября) 1917 года власть в Петрограде перешла к Петроградскому военно-революционному комитету, объявившему также о свержении Временного правительства России. 27 октября большевики сформировали новое временное правительство России до созыва Учредительного собрания — Совет народных комиссаров, в его состав вошли только большевики во главе с Владимиром Лениным. Заведование отдельными отраслями поручалось комиссиям. Вопросы установки памятников оказались в компетенции комиссии по народному просвещению, которую возглавил Анатолий Луначарский.
Весной 1918 года, уже после переезда в Москву, Совет народных комиссаров принял план по монументальной пропаганде Октябрьской революции. 12 апреля 1918 Ленин подписал декрет «О снятии памятников, воздвигнутых в честь царей и их слуг, и выработке проектов памятников Российской Социалистической Революции», а 30 июля 1918 года был принят список новых памятников, которые предполагалось воздвигнуть «в память революционеров и прогрессивных деятелей культуры всех времён и народов» (69 имён).
После Октябрьской революции новый состав Петроградского совета вновь рассмотрел и утвердил проект Руднева. Строительство памятника решили продолжить. Хотя проект Руднева и был признан лучшим в 1917 году, но казался слишком монументальным. В июне 1918 года комиссия предложила ему переработать «памятник Свободы», как его тогда называли. Предполагалось на его вершине установить обелиск с фигурой женщины, держащей знамя. Позднее, в 1935 году, Руднев вспоминал о работе над памятником: «Опишу для примера, как у меня возникла идея памятника жертвам революции в Ленинграде. Стоя на площади, я видел, как тысячи пролетариев, проходя, прощались со своими товарищами, и каждая организация, каждый завод оставлял свои знамёна, втыкая их в землю. У меня возник образ — также со всех концов города, воодушевлённые одним чувством, пролетарии Ленинграда привезли камни-глыбы и на соответствующих местах поставили плиты с героическими надписями…»
На постройку памятника были выделены значительные средства, ход строительства контролировали Петроградский совет и нарком просвещения А. В. Луначарский, который возглавил комиссию по строительству мемориала. Он же составил восемь надписей для торцевых плит. Проект надписей выполнили художники В. М. Конашевич и Н. А. Тырса.
С ноября 1918 года Марсово поле переименовали в «площадь Жертв Революции».
20 июня 1918 года был убит главный агитатор Петроградского совета большевиков, комиссар по делам печати, пропаганды и агитации В. Володарский. Было решено похоронить его на Марсовом поле. Похороны состоялись 23 июня 1918 года. Так на Марсовом поле появилось первое индивидуальное захоронение.
В июле 1918 года после подавления в Ярославле антибольшевистского восстания в Петроград вернулся 6-й Латышский стрелковый Тукумский полк с телами погибших, среди них: военный комиссар Красной армии Семён Нахимсон, командир 3-й роты Индрикис Дайбус, разведчик Карлис Лиепинь, стрелки Эмиль Петерсон и Юлий Зостынь. 28 июля их торжественно похоронили на Марсовом поле.
30 августа 1918 года убит председатель Петроградской ЧК Моисей Урицкий. Его также решили похоронить его на Марсовом поле.
7 ноября 1919 года состоялось торжественное открытие памятника Борцам Революции. Внешний вид памятника сдержан по своим архитектурным формам: квадратная в плане стена из прямоугольных блоков розового и серого гранита, внутри которой расположены 12 памятных плит с именами погибших героев. По первоначальному замыслу, мемориал, названный «Героям-борцам за свободу России, павшим жертвою в этой борьбе» посвящался погибшим только в Февральскую революцию. Однако новые захоронения после 1918 года превратили мемориал на Марсовом поле сначала в некрополем большевиков, убитых во время Гражданской войны, а позднее — в почётное место захоронения.
В 1919 году архитектурная мастерская Петроградского совета коммунального хозяйства (Совкомхоза) провела конкурс на лучшую планировку Марсова поля. Руководивший архитектурной мастерской «Бюро по урегулированию плана Петрограда» архитектор И. А. Фомин предложил изменить территорию вокруг памятника. Было поддержано предложение А. Н. Бенуа о создании на Марсовом поле низкого партерного сада. Художественный совет архитектурной мастерской просил М. В. Добужинского, А. П. Остроумову-Лебедеву и самого А. Н. Бенуа подготовить проект эскизов площади вокруг памятника. Свой эскиз партерного парка представил и И. А. Фомин, он был признан лучшим. Садовыми работами руководили садовые мастера Р. Ф. Катцер, О. Х. Прайс и К. К. Бикше.
1 мая 1920 года был объявлен всероссийский единый коммунистический субботник. На Марсово поле организованно пришли шестнадцать тысяч человек. Они прокладывали аллеи и разбивали площадки по чертежам Фомина. В тот день на площади было высажено шестьдесят тысяч деревьев и кустов. Обустройство парка продолжалось до 1926 года.
19 июля 1920 года могилы площади Жертв революции посетили Владимир Ленин и делегаты II конгресса Коминтерна.
25 октября 1921 года Отдел управления Петросовета передал памятник и парк в ведение садово-паркового управления.
В 1922 году по инициативе Коминтерна и ВЦИК появилась идея установки на Марсовом поле памятника Октябрьской революции. Объявили международный архитектурный конкурс, а в жюри были приглашены А. Н. Бенуа, И. В. Желтовский, Л. А. Ильин, А. В. Щуко, П. Беренс, Э. Сааринен и другие известные архитекторы. Однако проект был не реализован.
В 1929—1932 гг. во внутреннем объёме мемориала на могилах установлены мемориальные плиты с именами похороненных.
Захоронения продолжались до 1933 года. Последние похороненным на Марсовом поле 8 октября 1933 года стал скончавшийся от туберкулёза секретарь Ленинградского горкома ВКП(б) И. И. Газа.
- Фонари у Николаевского моста, 1860-е
- Фонарь на Марсовом поле, 2011

В 1934 году в парке на Марсовом поле установлены 16 фонарей, которые прежде стояли на Николаевском мосту через Неву (ныне Благовещенский мост).

### Военные и послевоенные годы
Летом 1942 года, во время блокады Ленинграда, поле было полностью отдано под огороды. Здесь же стояла артиллерийская батарея.
В 1944 году площади вернули прежнее название — Марсово поле.
6 ноября 1957 году, в канун сорокалетия Октябрьской революции, на Марсовом поле в центре памятника «Борцам революции» на площадке внутри гранитного каре был торжественно зажжён первый в СССР «вечный огонь». Автор проекта газового рожка — архитектор Соломон Майофис. Факел для открытия мемориала был зажжён сталеваром Жуковским от мартена № 1 «Кировского завода» (ранее — «Путиловский завод», «Красный Путиловец») и торжественно доставлен на Марсово поле. Поджечь газовый рожок под звуки «Интернационала» доверили старейший коммунистке Ленинграда, члену партии с 1898 года, Прасковье Ивановне Кулябко.
В 1965 году от огня на Марсовом поле был зажжён факел вечного огня в Великом Новгороде, а 8 мая 1967 года — Вечный огонь на Могиле неизвестного солдата в Москве. В 1967 году на территории Михайловского сада был построен газораспределительный пункт, от которого осуществляется подача газа к вечному огню. Газопровод длиной более 400 метров проходит вдоль дна реки Мойки.

### Россия
В начале 2000-х годов металлические декоративные ограждения вокруг газона были сняты.
Летом 2003 года мемориальный комплекс на Марсовом поле был закрыт на реставрацию: просевшие гранитные плиты мемориала переложили, а вокруг горелки «вечного огня» установили ажурное ограждение. 14 ноября 2003 года отреставрированного мемориального комплекса «Борцам Революции» на Марсовом поле был торжественно открыт и вновь был зажжён «вечный огонь».
В середине 2000-х Марсово поле стало одним из мест проведения протестных акций (пикетов и митингов) — в защиту политзаключённых, за честные выборы, против коррупции и т. д., и этот статус площади как «места для коллективного обсуждения общественно значимых вопросов и выражения общественных настроений граждан» был узаконен в декабре 2012 года специальным постановлением губернатора. Одной из крупнейших акций на Марсовом поле стал несогласованный митинг 12 июня 2017 года, в котором приняли участие свыше десяти тысяч человек. В результате были задержаны 658 человек, в том числе депутат Максим Резник и ряд журналистов.
В августе 2017 года Марсово поле исключили из перечня «гайд-парков».

## Похороненные на Марсовом поле
На Марсовом поле погребены петроградские рабочие, погибшие во время Ярославского восстания 6—21 июля 1918 года, участники обороны Петрограда от войск генерала Н. Н. Юденича, а также:
- Моисей Соломонович Урицкий — первый начальник Петроградского ЧК (убит 30 августа 1918 года Леонидом Каннегисером). Убийство Урицкого, наряду с покушением на В. И. Ленина, привело к началу Красного террора.
- В. Володарский (Моисей Маркович Гольдштейн) — пропагандист, комиссар по делам печати, пропаганды и агитации (убит 20 июня 1918 года эсером по дороге на митинг).
- Несколько латышских стрелков, в том числе их комиссар С. М. Нахимсон[29][30].
- Семь жертв нападения на «Клуб Куусинена» 31 августа 1920 года, в том числе два члена ЦК финской компартии Юкка Рахья и Вяйно Йокинен.
- советский военный деятель Рудольф Сиверс (1892—1919), погибший в бою.
- известный в городе юный актёр-агитатор Котя (Иван Александрович) Мгебров-Чекан (1913—1922), мальчик погибший от кровопотери,  когда оставшийся неизвестным взрослый столкнул его под трамвай и объявленный позднее «героем Революции».
- Лев Михайлович Михайлов (Елинсон) (1872—1928) — большевик, председатель первого легального Петербургского комитета РСДРП(б).
- Иван Иванович Газа́ (1894, Санкт-Петербург — 1933, Ленинград) — советский политический деятель. Член РСДРП(б) с апреля 1917 года.
- Николай Гурьевич Толмачёв (1895, Екатеринбург — 1919, д. Красные Горы) — революционер, политический работник Красной Армии, один из первых военных комиссаров РККА.

Вплоть до 1933 года на площади продолжали хоронить выдающихся советских и партийных работников.

### Надписи на братских могилах
Автор текстов: А. В. Луначарский (1875—1933)
- Против богатства, власти и знанья для горсти вы войну повели и с честию пали за то, чтоб богатство, власть и познанье стали бы жребием общим.
- По воле тиранов друг друга терзали народы. Ты встал трудовой Петербург и первый начал войну всех угнетённых против всех угнетателей, чтоб тем убить самое семя войны.
- 1917—1918 вписали в анналы России великую славу, скорбные светлые годы, посев ваш жатвой созреет, для всех населяющих землю.
- Не зная имён всех героев борьбы за свободу, кто кровь свою отдал, род человеческий чтит безимённых. Всем им в память и честь этот камень на долгие годы поставлен.
- Бессмертен павший за великое дело, в народе жив вечно кто для народа жизнь положил, трудился, боролся и умер за общее благо.
- Со дна угнетенья, нужды и невежества поднялся ты пролетарий, себе добывая свободу и счастье. Всё человечество ты осчастливишь и вырвешь из рабства.
- Не жертвы — герои лежат под этой могилой. Не горе, а зависть рождает судьба ваша в сердцах всех благодарных потомков. В красные страшные дни славно вы жили и умирали прекрасно.
- К сонму великих ушедших от жизни во имя жизни расцвета героев восстаний разных времён, к толпам якобинцев, борцов 48, к толпам коммунаров ныне примкнули сыны Петербурга.

### Тексты эпитафий на надгробиях
- Владимир Осипович Лихтенштадт-Мазин 1882—1919 погиб в бою. Виктор Николаевич Гагрин 1897—1919 умер на фронте. Никандр Семёнович Григорьев 1890—1919 убит в бою.
- Семён Михайлович Нахимсон 1885—1918 расстрелян белогвардейцами в Ярославле. Пётр Адрианович Солодухин погиб в бою в 1920 г.
- Здесь погребены погибшие в дни Февральской революции и деятели Великой Октябрьской социалистической революции, павшие в боях в годы Гражданской войны.
- И. А. Рахья 1887—1920, Ю. В. Сайнио 1880—1920, В. Е. Иокинен 1879—1920, Ф. Кеттунен 1889—1920, Е. Саволайнен 1897—1920, К. Линквист 1880—1920, Ю. Т. Виитасаари 1891—1920, Т. В. Хюрскюмурто 1881—1920. Убиты финнами-белогвардейцами 31 VIII 1920
- В. Володарский 1891—1918 убит правыми эсерами. Семён Петрович Восков 1888—1920 умер на фронте.
- Константин Степанович Еремеев 1874—1931, Иван Иванович Газа 1894—1933, Дмитрий Николаевич Авров 1890—1922.
- Юному артисту-агитатору Коте Мгеброву-Чекан 1913—1922.
- Моисей Соломонович Урицкий 1873—1918 убит правыми эсерами. Григорий Владимирович Циперович 1871—1932.
- Красные Латышские стрелки Индрикис Дайбус, Юлий Зостынь, Карл Лиепинь, Эмиль Петерсон павшие при подавлении белогвардейского мятежа в Ярославле в июле 1918 года.
- Раков А. С., Таврин П. П., Купше А. И., Пекар В. А., Дорофеев, Калинин, Сергеев погибли в бою с белогвардейцами 29.V.1919.
- Рудольф Фёдорович Сиверс 1892—1918 умер после боя от ран, Николай Гурьевич Толмачёв 1895—1919 погиб в бою с белогвардейцами.
- Лев Михайлович Михайлов-Политикус 1872—1928, Михаил Михайлович Лашевич 1884—1928, Иван Ефимович Котляков 1885—1929.

## Достопримечательности
В непосредственной близости находятся следующие памятники:
| Адрес                                                            | Описание | Иллюстрация      |  |
| ---------------------------------------------------------------- | --- | ---------------- |  |
| Суворовская площадь                                              | Памятник Суворову (скульпторы: М. И. Козловский и Ф. Г. Гордеев; архитекторы: А. Н. Воронихин и К. И. Росси) находится на Суворовской площади и части бывшего Царицына луга, напротив Троицкого моста, между служебным корпусом Мраморного дворца и домом графа Салтыкова |                  |  |
| Миллионная улица, дом № 5                                        | Служебный корпус Мраморного дворца (3 четв. XVIII века арх. П. Е. Егоров) |                  |  |
| Миллионная улица, дом № 5 (Дворцовая набережная, дом № 6)        | Мраморный дворец (3 четв. XVIII века арх. А. Ринальди) |                  |  |
| Миллионная улица, дом № 5                                        | Памятник Александру III во дворе Мраморного дворца |                  |  |
| № 1-5                                                            | Здание казарм Павловского лейб-гвардии полка (1817—1821 гг. арх. В. П. Стасов). Стасовское здание включило существовавшие на этом месте здания Ломбарда и Воспитательного дома Ю. М. Фельтена.                                                                            |                  |  |
| Соединяет Спасский и 1-й Адмиралтейский острова через реку Мойку | 2-й Садовый мост | 2-й Садовый мост |  |

## Пересекает следующие улицы и объекты
Площадь граничит со следующими объектами:
- Суворовская площадь
- Садовая улица
- Миллионная улица
- Набережная реки Мойки

Водные артерии
- река Мойка
- Лебяжья канавка

Зелёные насаждения
- Летний сад
- Михайловский сад

### Проезд вдоль Марсова поля
Проезд вдоль Марсова поля фактически является улицей в Центральном районе Санкт-Петербурга.
Идёт от Миллионной улицы до реки Мойки, примерно повторяя трассировку Красного канала, проходя между Марсовым полем и зданием казарм Павловского лейб-гвардии полка.

## Галерея
- Вид на Михайловский замок с Марсова поля (2012 год)
- Фрагмент памятника
- Вечный огонь